# J.T. LeRoy (film)
Pour plus de détails, voir Fiche technique et Distribution.
J.T. LeRoy est une comédie dramatique biographique américano-canado-britannique écrite et réalisée par Justin Kelly, sorti en 2018. Il s’agit de l’adaptation des mémoires Girl Boy Girl: How I Became JT Leroy de Savannah Knoop et de la vie de Laura Albert.
Le film est présenté au festival international du film de Toronto 2018.

## Synopsis
Dans les années 1990, Laura Albert, une femme écrivain, se fait passer pour un homme transgenre nommé JT LeRoy (Jeremiah « Terminator » LeRoy). En public, JT LeRoy est « joué » par sa belle-sœur Savannah Knoop jusque dans les années 2000, pour duper le monde des célébrités, de la mode et des lettres. Mais le canular sera démasqué par le New York Times.

## Fiche technique
- Titre original : Jeremiah Terminator LeRoy, puis JT LeRoy
- Titre français : J.T. LeRoy
- Réalisation : Justin Kelly
- Scénario : Justin Kelly, d'après les mémoires Girl Boy Girl: How I Became JT Leroy de Savannah Knoop
- Direction artistique : Jean-Andre Carriere
- Costumes : Avery Plewes
- Photographie : Bobby Bukowski
- Montage : Aaron I. Butler
- Musique : Tim Kvasnosky
- Production : Cassian Elwes, Gary Pearl, Dave Hansen, Mark Amin, Julie Yorn, Patrick Walmsley et Thor Bradwell
- Sociétés de production : Buffalo Gal Pictures, Sobini Films, LBI Entertainment et Thirty Three Management
- Société de distribution : n/a
- Pays d'origine :  États-Unis,  Canada,  Royaume-Uni
- Langue originale : anglais
- Genre : comédie dramatique biographique
- Durée : 105 minutes
- Dates de sortie :
  - Canada : 15 septembre 2018 (festival international du film de Toronto 2018)
  - France : 12 septembre 2019 (Festival du cinéma américain de Deauville), 15 octobre 2020 (en DVD)

## Distribution
- Laura Dern (VF : Marcha Van Boven) : Laura Albert
- Kristen Stewart (VF : Fanny Roy) : Savannah Knoop
- Diane Kruger (VF : Laura Blanc) : Eva
- Jim Sturgess (VF : Alexandre Crépet) : Geoffrey Knoop
- Courtney Love (VF : Bernadette Mouzon) : Sasha
- Kelvin Harrison Jr. (VF : Maxime Van Santfoort) : Sean
- James Jagger (VF : Maxime Donnay) : Ben
- David Lawrence Brown (VF : Daniel Nicodème) : Bruce

 Source et légende : version française (VF) sur RS Doublage